# Відкрита множина
Відкри́та множина́ — в математичному аналізі, геометрії — це множина, кожна точка якої входить в неї разом з деяким околом. 
Відкрита множина є фундаментальним поняттям загальної топології. Відкрита множина це абстрактне поняття, яке узагальнює ідею відкритого проміжку на осі дійсних чисел. Найпростіший приклад належить до метричних просторів, де відкриту множину можна визначити як таку множину, яка містить шар довкола кожної точки, що належить множині (або, еквівалентно, множина буде відкритою, якщо вона не містить точок межі).

## Евклідовий простір
Підмножина евклідового простору {\displaystyle U\subset \mathbb {R} ^{n}} називається відкритою, якщо:
{\displaystyle \forall x_{0}\in U\;\exists \varepsilon >0:\;\;V_{\varepsilon }(x_{0})\subset U,} де {\displaystyle V_{\varepsilon }(x_{0})\equiv \{x\in \mathbb {R} ^{n}:\|x-x_{0}\|<\varepsilon \}} — ε-окіл точки {\displaystyle \ x_{0}.}
Іншими словами, множина є відкритою, якщо кожна її точка є внутрішньою.

## Метричний простір
Якщо {\displaystyle \ (X,\rho )} — деякий метричний простір, і {\displaystyle U\subset X}. Тоді {\displaystyle \ U} є відкритою, якщо:
{\displaystyle \forall x_{0}\in U\;\exists \varepsilon >0:\;\;V_{\varepsilon }(x_{0})\subset U}, де {\displaystyle V_{\varepsilon }(x_{0})\equiv \{x\in X:\rho (x,x_{0})<\varepsilon \}} — ε-окіл точки {\displaystyle \ x_{0}} відносно метрики {\displaystyle \ \rho }.

## Топологічний простір
Якщо {\displaystyle (X,{\mathcal {T}})} — топологічний простір, де {\displaystyle {\mathcal {T}}} — топологія, визначена на {\displaystyle \ X}, то за визначенням топологічного простору будь-яка підмножина {\displaystyle U\subset X}, що є елементом топології, тобто {\displaystyle U\in {\mathcal {T}}}, буде відкритою множиною відносно цієї топології.